# Arcamebes
Les arcamebes (Archamoebae) són un grup d'amebozous caracteritzat per l'absència de mitocondris. Inclouen gèneres que són comensals o paràsits interns d'animals (Entamoeba i Endolimax). Unes quantes espècie són patògenes per als humans, causant malalties com la disenteria amebiana. Els altres gèneres d'archamoebae viuen en hàbitats d'aigua dolça, i són inusuals entre les amebes degut als lagelss que posseeixen. La majoria tenen un sol nucli i un sol flagel, però l'ameba geganta Pelomyxa en té molts de cada.
Els arbres moleculars primerencs basats en rRNA van col·locar els gèneres paràsits o comensals (entamèbids) i els gèneres flagel·lats (pelobionts) com a grups separats que van divergir d'altres eucariotes molt prest, suggerint que l'absència de mitocondris era una condició primitiva. L'absència de l'aparell de Golgi en Pelomyxa era també considerada una característica primitiva, la qual separaria Pelomyxa d'Entamoeba.
El nom Archamoebae, de grec αρχη (primer), es refereix a aquesta presumpta antiguitat. Tanmateix, estudis basat en altres gens han demostrat que aquesta classificació és un artefacte d'atracció entre branques llargues. En comptes d'això, Archamoebae és part dels amebozous que han perdut els seus mitocondris, i són particularment parents propers dels fongs mucilaginosos.